# Apistogramma uaupesi
Apistogramma uaupesi är en fiskart som beskrevs av Kullander, 1980. Apistogramma uaupesi ingår i släktet Apistogramma och familjen Cichlidae. Inga underarter finns listade i Catalogue of Life.